# Svitanok, Horodnea
Svitanok (în ucraineană Світанок) este un sat în comuna Ilmivka din raionul Horodnea, regiunea Cernihiv, Ucraina.

## Demografie
Componența lingvistică a localității Svitanok
     Ucraineană (91,49%)
     Rusă (8,51%)
Conform recensământului din 2001, majoritatea populației localității Svitanok era vorbitoare de ucraineană (91,49%), existând în minoritate și vorbitori de rusă (8,51%).